# گاوده
گاوده، روستایی از توابع بخش مرکزی شهرستان فیروزکوه در استان تهران ایران است.

## جمعیت
این روستا در دهستان پشتکوه قرار دارد و براساس سرشماری مرکز آمار ایران در سال ۱۳۸۵، جمعیت آن ۳۰۸ نفر (۸۴خانوار) بوده‌است.ساکنان این روستا از سه طایفه به نام های کاسبان، کشمیری و بابایی تشکیل شده اند.
نام این روستا از سال 1390به کاوه ده تغییر کرد . 
مرکزیت منطقه شکار ممنوع کاوه ده در این روستا قرار دارد. حیوانات اهلی و وحشی متنوعی از قبیل آهو، گراز وحشی و پرندگانی مانند جغد، کبک و عقاب در این منطقه وجود دارد. پوشش گیاهی خاص این منطقه برای زنبور داری و دام بسیار مناسب است .درخت گردو، سیب، هلو، زردآلو و گلابی در این روستا با کیفیت بالای محصول می روید. 